# Donkey Kong

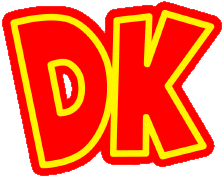
Logo Donkey Konga

Logo série Donkey Kong

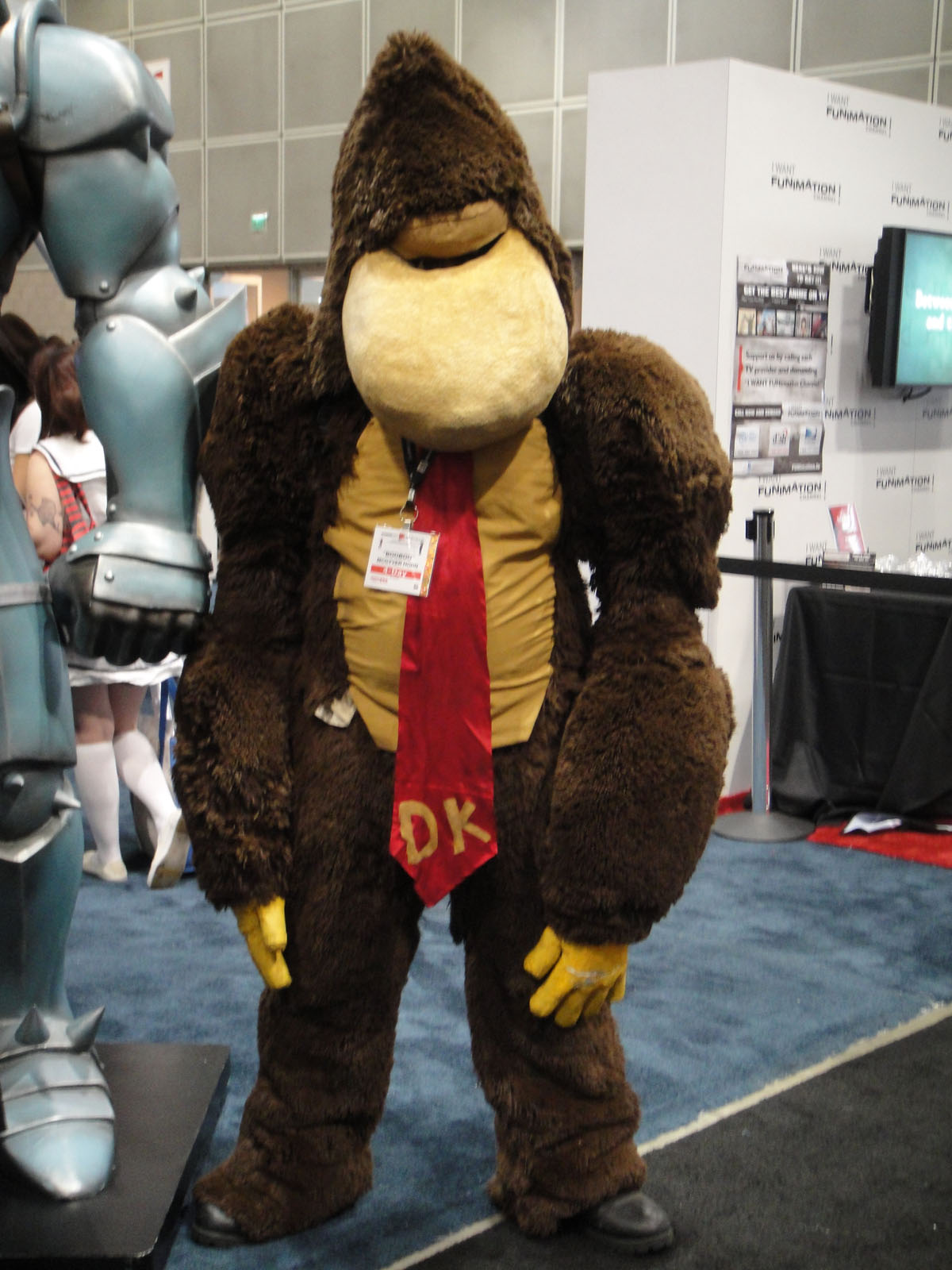
Cosplayer převlečený za Donkey Konga

Donkey Kong (zkratka: DK) je fiktivní gorila, která se poprvé objevila ve hře Donkey Kong z roku 1981. V této hře byl Donkey Kong zápornou postavou, která unesla dívku Pauline (Mariovu přítelkyni) a proti které bojoval italský instalatér Jumpman (později nazván Mario). Poté se Donkey Kong objevil v několika dalších hrách ze sérií Super Mario, Mario Kart a Mario Party, kde v některých hrách vystupoval i jako kladná postava. Vznikla i samostatná série Donkey Kong, ve které jsou hry kde Donkey Kong vystupuje jako hlavní postava. První hrou z této série byla hra Donkey Kong Country na SNES z roku 1994.
Tvůrcem postavy je japonský videoherní designér Šigeru Mijamoto.
Donkey Kong má syna, který se jmenuje Diddy Kong, dříve pojmenovaný Donkey Kong Jr., podobně jako nynější syn Bowsera Bowser Jr. (Jr. znamená junior). Syn často vystupuje se svým otcem ve hrách a v jedné i zachraňoval svého otce z moci Jumpmana, který ho uvěznil v kleci.

## Charakteristika
Donkey Kong je velká hnědá gorila, která žije hluboko v džungli na svém vlastním ostrově. Od roku 1994 se objevuje s červeným šátkem, na kterém jsou žlutou barvou napsány jeho iniciály (DK). Tento šátek je jediný kus oblečení které nosí. Má u sebe často také dřevěný barel.

## Videohry
Některé videohry, ve kterých vystupovala postava Donkey Konga:
- Donkey Kong
- Mario Kart 64
- Super Smash Bros.
- Mario Kart: Double Dash!!
- Mario Power Tennis
- Super Mario Strikers
- Mario Kart Wii
- Super Smash Bros. Melee
- Mario Strikers Charged
- Donkey Kong Country
- Super Smash Bros. Brawl
- Donkey Konga
- Donkey Kong Jungle Beat
- Videohry ze série Mario Party

## Galerie

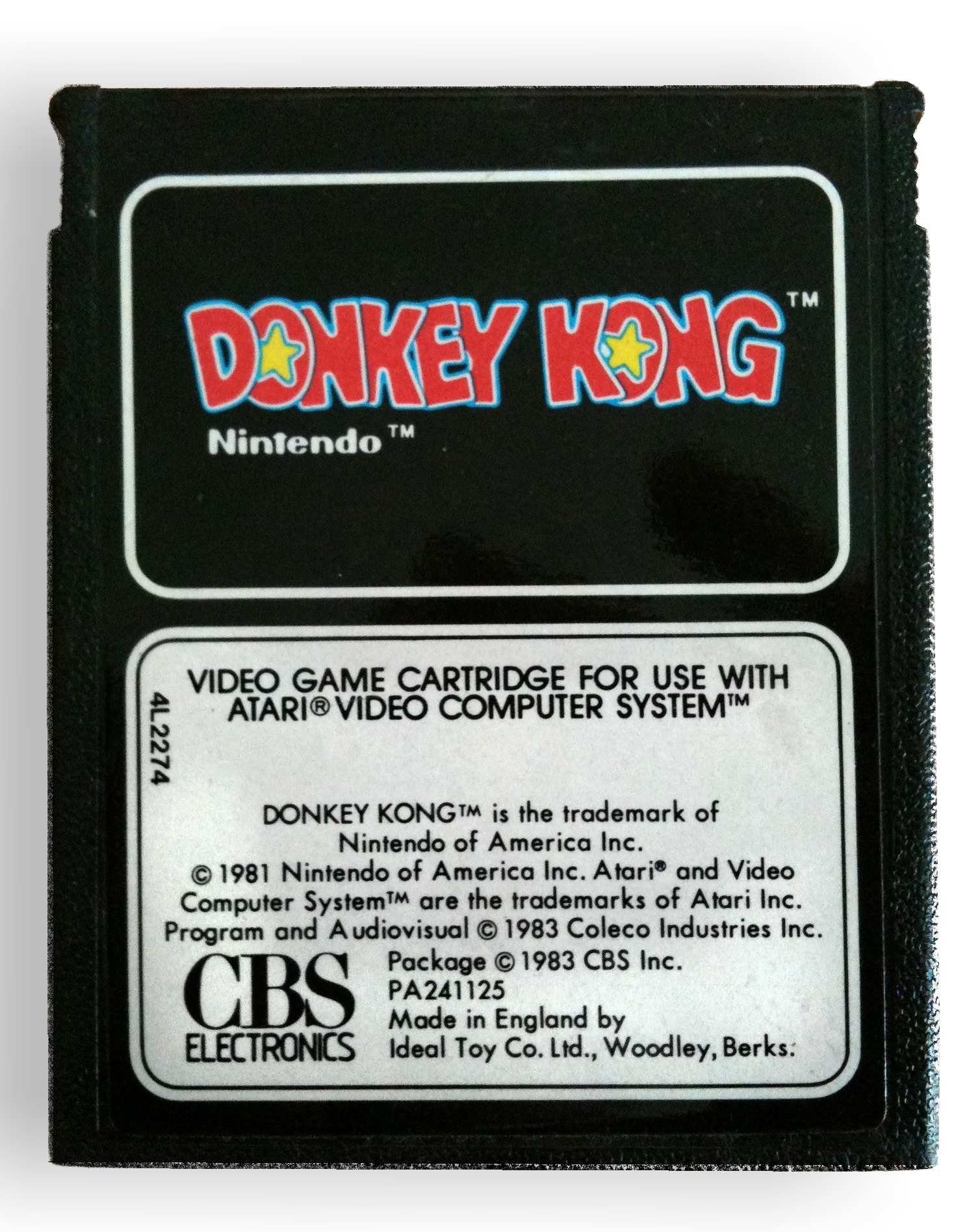
Disketa se hrou Donkey Kong
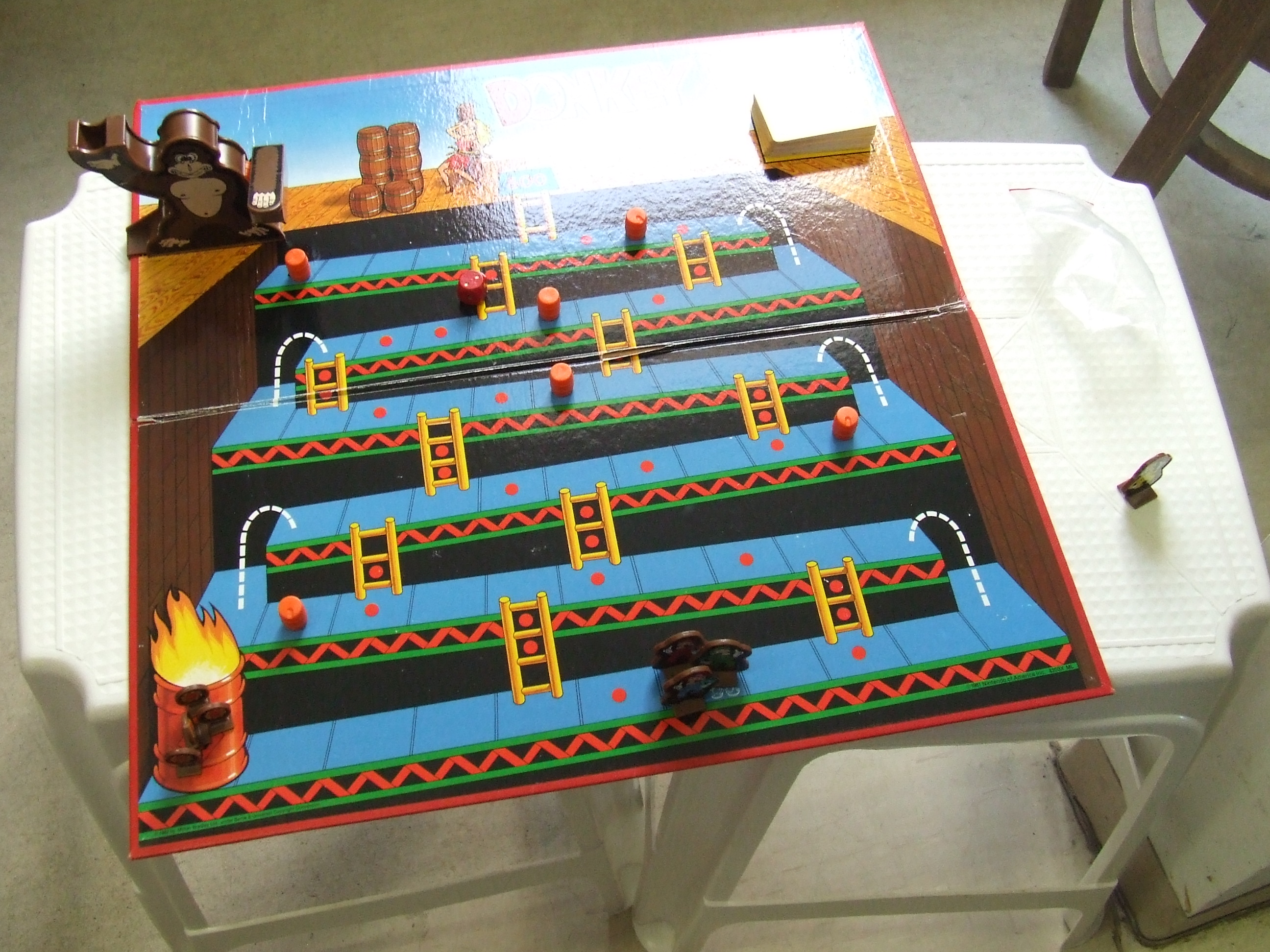
Stolní hra Donkey Kong
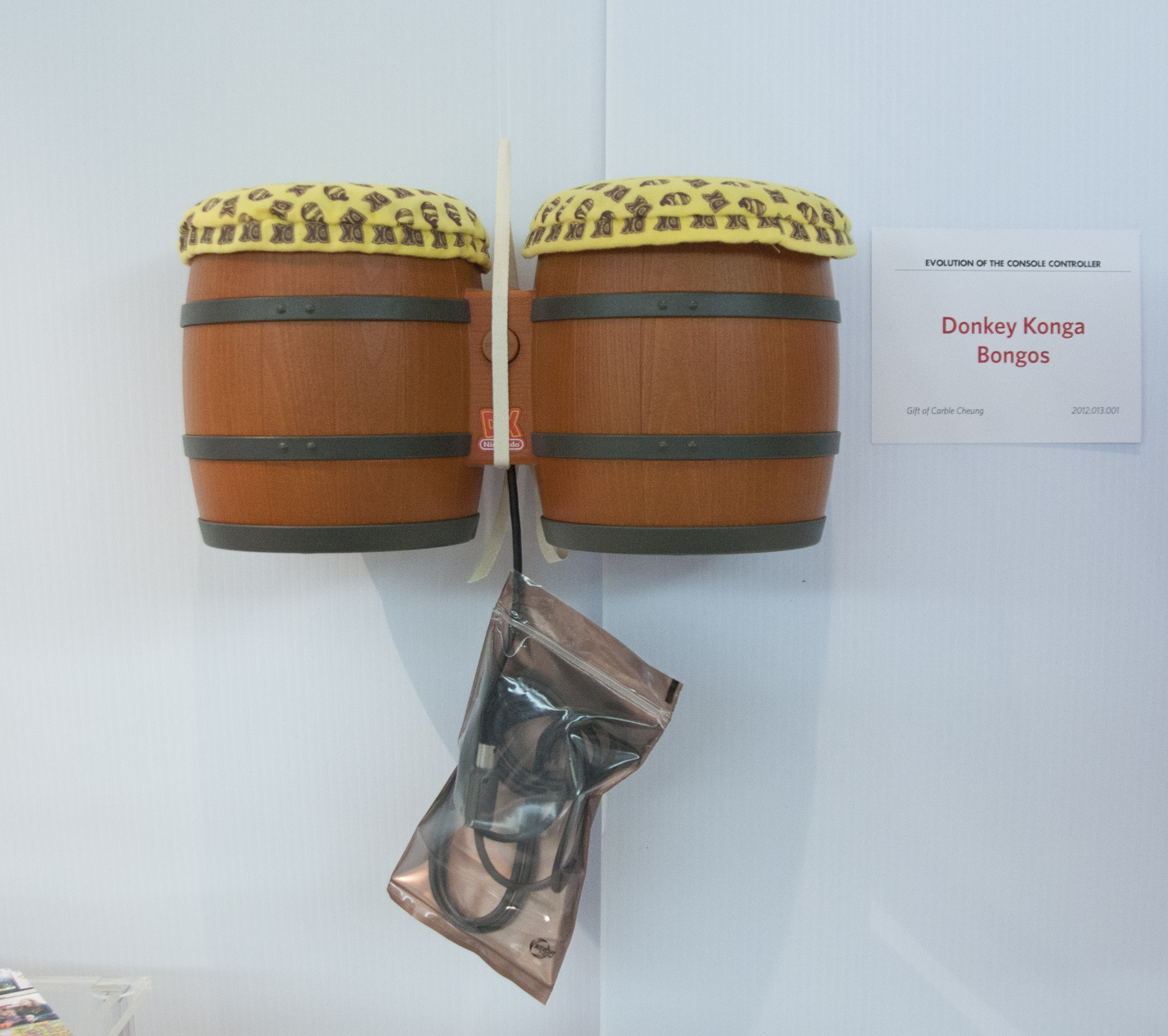
Donkey Kongova Bonga
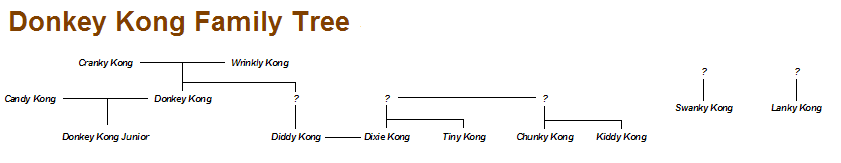
Donkey Kongův rodokmen (anglicky)